# Asesinato de Gabriel Sarmiento
El asesinato de Gabriel Sarmiento fue un crimen perpetrado la madrugada del día 23 de junio de 2025, en la Urbanización Piñonal en Maracay, estado Aragua, Venezuela. Sarmiento fue asesinado a tiros dentro de su domicilio, mientras realizaba una transmisión en vivo por la red social TikTok.

## Antecedentes
A través de su cuenta de TikTok @unleacks, Gabriel Jesús Sarmiento Rodríguez de 25 años de edad, programador y analista de ciberseguridad, realizaba denuncias contra policías que supuestamente estarían involucrados en actos de corrupción y que lo habían estado extorsionando, y miembros de las bandas del Tren de Aragua y el Tren del Llano. 
En muchas de las grabaciones, Sarmiento etiquetaba a altos funcionarios del Gobierno, como el ministro de Interior, Diosdado Cabello, y a las cuentas oficiales de organismos policiales para elevar los señalamientos que hacía, además de demostrar apoyo hacia la gobernadora del estado Aragua, Joana Sánchez. También había denunciado amenazas provenientes desde la prisión de La Morita, un centro de detención de la Policía Nacional Bolivariana, en donde, de acuerdo a lo contado en su red social, estuvo detenido por 15 días, en meses previos a su asesinato. El joven hacía sus grabaciones desde las calles de la ciudad de Maracay, cuando acudía a los tribunales para hacer seguimiento a las denuncias. En una de las grabaciones, Sarmiento también señaló al cabecilla del Tren de Aragua, Hector Rutherford Guerrero Flores, con el alias de  Niño Guerrero, como responsable del suicidio de su padre: «Niño Guerrero, te lo digo aquí frente a todo el mundo; tú sabes bien lo que pasó con mi padre, Enrique Alfredo Sarmiento Jiménez. Sus últimas palabras fueron: hijo, lo que te está pasando viene de parte del Tren de Aragua».
Sarmiento también había denunciado que había estado en prisión «injustamente», señalado de acosar a una exnovia y amenazar a la familia de ella, pero salió poco tiempo después. La joven identificada como Sabrina Ruíz, denunció a Sarmiento de acoso y lo tildó de alguien que está constantemente «escondido y paranóico».

## Asesinato
El 23 de junio de 2025 por la madrugada, Sarmiento fue asesinado en su vivienda del sector El Piñonal, estado Aragua, cuando hombres armados irrumpieron en su residencia. En la grabación se escuchan los gritos de su madre que pedía auxilio, mientras Sarmiento solicitaba ayuda a funcionarios de inteligencia del SEBIN y repetía la dirección de donde estaba: «William Adalejo me está allanando la casa, el comisario DCDO (Dirección Contra la Delincuencia Organizada), enviado por Rick Yohn Zerpa González. El Piñonal, calle JJ Montesinos». Luego sonó una ráfaga de tiros, Sarmiento llegó a gritar que le habían dado y al acercarse hacia una habitación, dos hombres (2) armados que aparecieron de frente en la cámara, le dispararon dos veces y terminaron la transmisión en vivo.

## Repercusiones
El fiscal general Tarek William Saab, anunció a través de la plataforma del Ministerio Público la asignación de la Fiscalía 69 con competencia nacional en materia de delincuencia organizada, con el propósito de investigar, identificar y sancionar a los responsables del asesinato de Sarmiento.
En medios locales, se informó que familiares de Sarmiento aseguraron que el joven recibió al menos nueve disparos y que la madre de este, la mujer que gritaba pidiendo auxilio en el video, resultó herida de un impacto de bala en el abdomen.
El 27 de julio de 2025, uno de los presuntos implicados en el asesinato, falleció luego de un enfrentamiento con funcionarios de la Policía Nacional Bolivariana (PNB). El cuerpo de Wilbert de Jesús González Castillo, alias «el Will», fue encontrado en avanzado estado de descomposición a orillas del Lago de Valencia, en el estado Carabobo. Según la información difundida por el periodista de sucesos Román Camacho, comisiones de la PNB, lograron ubicar a «el Will». Al verse acorralado por los agentes, el individuo se habría resistido a la captura, originando un enfrentamiento en el que resultó herido. En un intento por evadir a la comisión policial, «el Will» se lanzó a las aguas del Lago de Valencia. A pesar del esfuerzo de búsqueda, su paradero fue desconocido hasta el hallazgo de su cadáver en la orilla del lago. Presuntamente, «el Will» abrió un boquete en una pared de la vivienda de Sarmiento, facilitando así su asesinato.

## Arrestos
El 27 de junio de 2025, Diosdado Cabello informó que fueron capturados algunos de los implicados en el asesinato de Sarmiento, mientras que otros ya habían sido identificados.
A través de la red social Instagram, el Ministerio Público de Venezuela confirmó la detención de Pierina Uribarri, pareja de Adrián Romero, alias Niño Loco, quien presuntamente estaría implicada en el asesinato, la cual sería procesada por homicidio intencional calificado con alevosía y motivos fútiles en grado de cooperadora inmediata, asociación agravada y terrorismo en perjuicio de Gabriel Sarmiento; además, se le imputaron cargos por el intento de homicidio contra la madre de la víctima. También se solicitó orden de aprehensión en contra de Adrián Romero Niño Loco, Wilbert González y Gerald Nieto alias Coropo, por los mismos delitos.